# Attenella
Attenella is een geslacht van haften (Ephemeroptera) uit de familie Ephemerellidae.

## Soorten
Het geslacht Attenella omvat de volgende soorten:
- Attenella attenuata
- Attenella delantala
- Attenella margarita
- Attenella soquele